# Willem van Otterloo

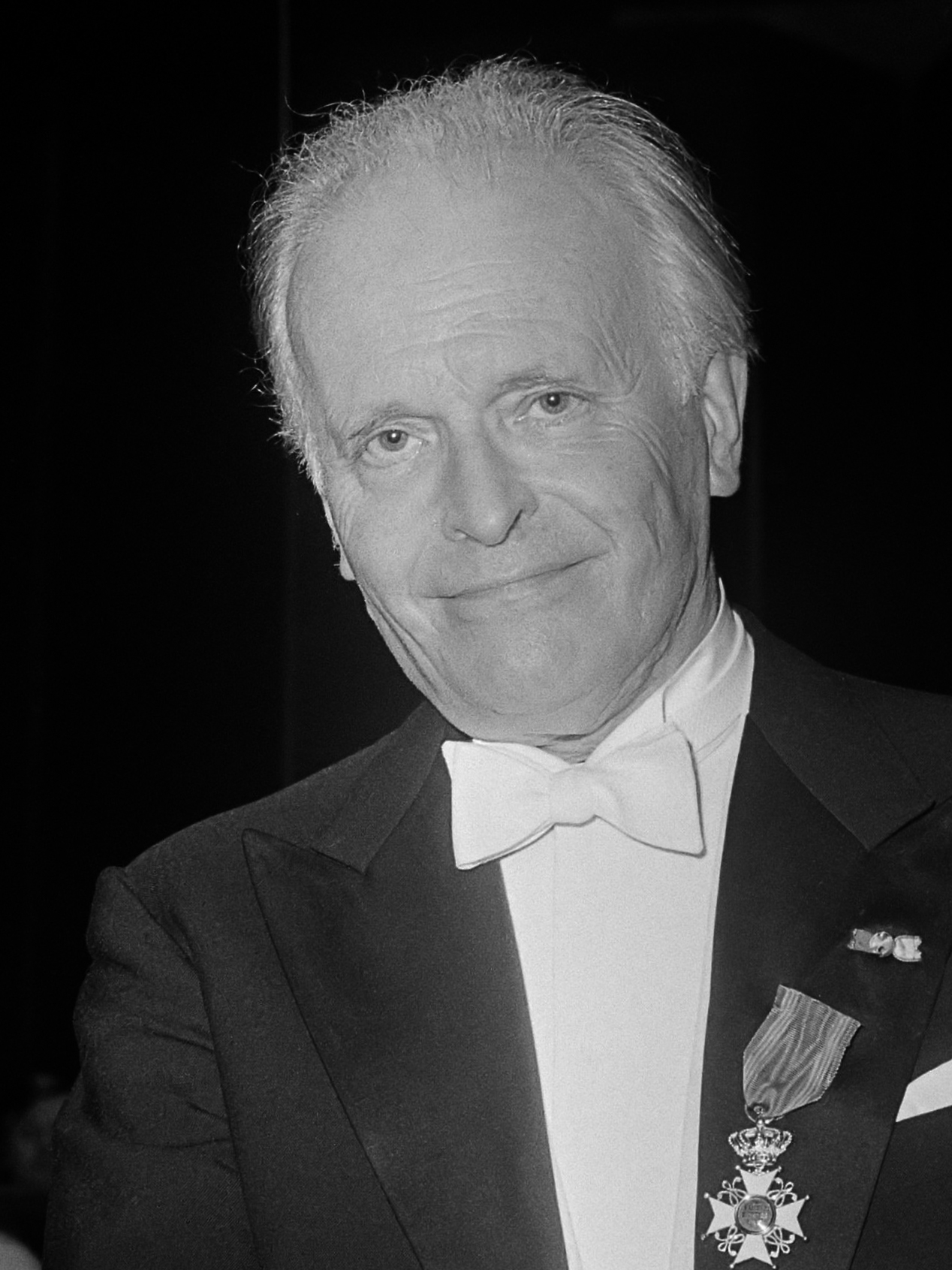
Willem van Otterloo en 1973

Jan William van Otterloo (Winterswijk, 27 de diciembre de 1907 – Melbourne, 27 de julio de 1978) fue un director de orquesta y compositor neerlandés. Fue padre del también director de orquesta y compositor Rogier van Otterloo y abuelo del saxofonista de jazz Thijs van Otterloo y del intérprete de bajo Bas van Otterloo.

## Trayectoria

### Primeros años
Su padre, William Frederik van Otterloo trabajó en Utrecht como jefe de departamento en los Ferrocarriles Holandeses. Van Otterloo pasó la mayor parte de su juventud en Utrecht. En 1928 fue a estudiar al Conservatorio de Ámsterdam tras no terminar sus estudios de medicina. Estudió composición con Sem Dresden y violonchelo con Max Oróbio de Castro.

### Orquesta Municipal de Utrecht
Después de graduarse en 1932, Van Otterloo fue nombrado inmediatamente violonchelista de la Orquesta Municipal de Utrecht (USO). Además de ser miembro de la orquesta, pronto se le asignaron funciones como director asistente, lo que resultó en un nombramiento como segundo director. En 1937 sucedió a Henri van Goudoever como primer director, al principio junto a Carl Schuricht, pero después de dos temporadas como director único. Durante la purga posterior a la Segunda Guerra Mundial, su gestión de la USO para el canal de propaganda alemán Europasender le impuso una prohibición para dirigir de un año. En 1946 volvió a la USO.

### Orquesta de Residencia de La Haya
En 1949, Van Otterloo se convirtió en director titular de la Residentie Orkest de La Haya. Combinó este puesto de 1962 a 1972 con la dirección titular de la Orquesta Filarmónica de la Radio de los Países Bajos (compartida con Jean Fournet). También enseñó dirección orquestal en el Conservatorio Real de La Haya. Además, apareció cada vez más como director invitado en los Estados Unidos, América del Sur, Japón y Australia. En los años 1967-69 también fue director titular de la Orquesta Sinfónica de Melbourne y de 1971 a 1978 de la Sinfónica de Sídney.
Bajo su dirección, la Residentie Orkest tuvo mucho éxito, especialmente en los años cincuenta. Eso también se debió a un lucrativo contrato discográfico con Philips. Van Otterloo realizó muchas grabaciones, especialmente con la Residentie Orkest, pero también con la Concertgebouw Orchestra, la Berliner Philharmoniker, la Wiener Symphoniker, la Orchestre des Concerts Lamoureux y la Sydney Symphony. La temporada de conciertos de 1973-74 fue la última de Van Otterloo con Residentie Orkest. Le sucedió el gran director francés Jean Martinon. Varias de sus grabaciones con Residentie Orkest fueron reeditadas en CD en 2005 . En 2011 se lanzó una segunda caja de CD.

### Actividades posteriores y muerte
Van Otterloo había llegado a la edad de jubilación, pero trasladó sus actividades a Australia, donde era un director popular gracias a su trabajo con las orquestas sinfónicas de Sídney y Melbourne. Además, fue director titular de la Düsseldorfer Symphoniker de 1974 a 1977. En 1977 se volvió a vincular con la USO, que desde entonces pasó a llamarse Orquesta Sinfónica de Utrecht, donde había comenzado su carrera en 1932. Sin embargo, ya casi no podía dirigir. Murió a los 70 años a consecuencia de un accidente de tráfico, después de un concierto en Melbourne. Entusiasta del Porsche 911 Van Otterloo murió (como pasajero) en un Volkswagen Tipo 1.

## Repertorio y estilo musical
Van Otterloo fue un educador de orquesta apasionado que alcanzó grandes alturas con la Residentie Orkest y logró fama en el país y en el extranjero. Estableció altos estándares para los músicos y enfatizó la exactitud y un sonido orquestal claro. Los numerosos compromisos con grandes orquestas extranjeras demuestran que estas cualidades fueron apreciadas en todo el mundo. Bajo su liderazgo, la Residentie Orkest rivalizó con la Concertgebouw Orchestra en la década de 1950. Para su decepción, no fue elegible para convertirse en director titular de esa orquesta en 1959, tras la muerte de Eduard van Beinum, porque la preferencia fue para el joven Bernard Haitink.
Su repertorio favorito incluía las sinfonías de Haydn, Beethoven y Bruckner, la Sinfonía fantástica de Berlioz y obras de Ravel, como Daphnis et Chloé. Más adelante en su carrera se desarrolló cada vez más como director de Mahler. Tenía poca afinidad con el repertorio de vanguardia, de modo que Pierre Boulez y Bruno Maderna se encargaron de ese repertorio con la Residentie Orkest. Dirigió música barroca, pero mostró poca afinidad con ese estilo.  
Sin embargo, Van Otterloo estuvo particularmente comprometido con los compositores holandeses como Diepenbrock, Pijper, Andriessen, Badings, Frid, Orthel, Voormolen y muchos otros. Sin embargo, siempre evitó la obra de Vermeulen. Su propia obra compositiva fue apreciada, pero siguió siendo limitada porque, en sus propias palabras, tenía muy poco tiempo para ello y su ambición estaba más centrada en la dirección.  